# Tratatul de la Ottawa

     Statele Participante la Tratatul de la Ottawa
Tratatul de la Ottawa sau Tratatul pentru interzicerea minelor terestre, oficial numit Convenție asupra interzicerii folosirii, depozitării, producerii și transportului minelor anti-personale și asupra distrugerii lor, interzice complet toate minele anti-personale (mine AP). În luna mai 2009, existau 156 de state participante la tratat. Două state l-au semnat, însă nu l-au ratificat. Treizeci și șapte de state, inclusiv Republica Populară Chineză, India, Rusia și Statele Unite, nu fac parte din Convenție.

## Implementarea tratatului
Pe lângă faptul că a oprit producerea și construirea minelor anti-personale, o țară participantă la tratat trebuie să distrugă toate minele anti-personale care sunt în posesia ei în următorii patru ani. Doar un număr mic de mine va fi păstrat pentru antrenamente (înlăturarea minelor, detectarea lor, etc.). În zece ani după semnarea tratatului, țara aceea trebuie să fi curățat toate zonele minate. Aceasta este o sarcină dificilă pentru multe țări, însă la întâlnirile lor anuale, ei pot cere o prelungire a termenului (și ajutor).
Numai minele anti-personale sunt acoperite. Minele mixte, minle anti-tanc, minele ascunse controlate de la distanță, mecanisme anti-folosire (capcane) și alte mecanisme explozive "statice" contra oamenilor nu fac parte din acest tratat.